# Zbójnickie Skałki
Zbójeckie Skałki – grupa skałek w południowo-zachodniej Polsce, w Sudetach Zachodnich, w Górach Izerskich, na Grzbiecie Wysokim, na wysokości 660–686 m n.p.m.

## Położenie
Skałki położone są w Sudetach Zachodnich, we wschodniej części Gór Izerskich, na wschodnim krańcu Wysokiego Grzbietu, nad linią kolejową Jelenia Góra - Szklarska Poręba, powyżej stacji kolejowej Szklarska Poręba Dolna, około 1,4 km na wschód od Zakrętu Śmierci. W pobliżu znajdują się Szklarska Poręba i Piechowice.
Zbójeckie Skałki stanowią rozległą na przestrzeni ponad 100 m grupę skał na wąskim grzbiecie. Grupę tworzą okazałe skały o kilkumetrowej wysokości, zbudowane z warstwowych hornfelsów z soczewkowatymi żyłami kwarcu. Skałki są położone w obrębie bloku karkonosko-izerskiego, w strefie kontaktu granitoidowego masywu karkonoskiego oraz metamorfiku izerskiego. Skały swą nazwę zawdzięczają kształtom skał przypominających zarysem dziwne postacie, nawiązujące do legend o zbójnikach.

## Turystyka
Koło skał prowadzą szlaki turystyczne:
- czarny - prowadzący  dookoła  Szklarskiej Poręby
- żółty - prowadzący z Piechowic przez Zakręt Śmierci na Wysoki Kamień.

- Ze skałek roztacza się rozległa panorama na Karkonosze i Kotlinę Jeleniogórską.